# Хасан Ширази
Великий аятолла Сейид Хасан Ширази (1937—1980) — шиитский богослов, философ и общественный деятель. Родился в Неджефе в 1937 году. С ранних лет совмещал религиозную и политическую деятельность, выступая в поддержку национально-освободительных и революционных движений в мусульманских странах. Написал свыше восьмидесяти томов книг и основал множество организаций и центров, включая хавзу «аз-Зейнбайа» (Дамаск). Был убит иракскими спецслужбами в 1980 году в Бейруте (Ливан).